# Karl-Ludwig Böke

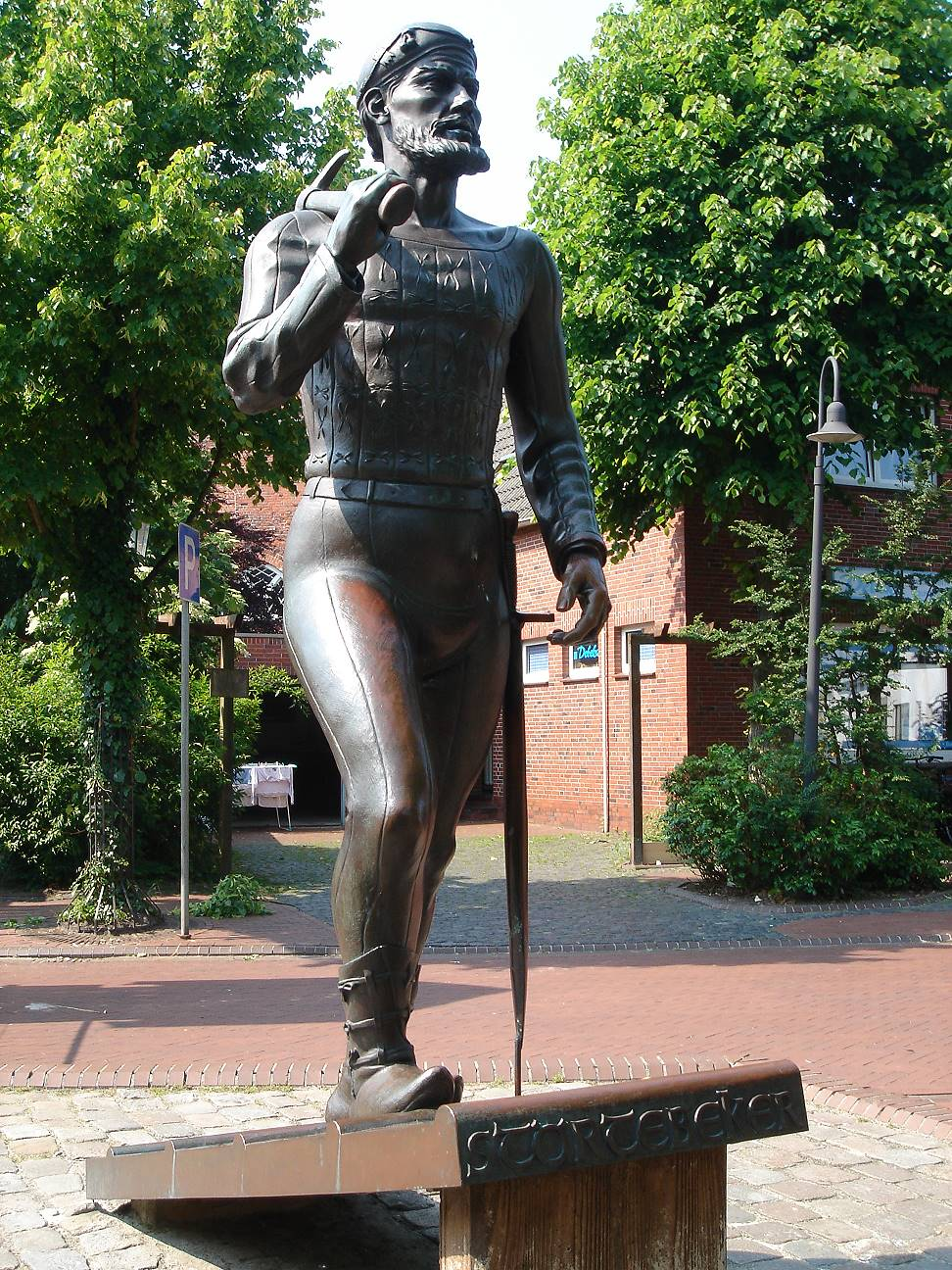
„Störtebeker“ in Marienhafe (1992)

Karl-Ludwig Böke (* 29. September 1927 in Leer; † 10. April 1996 in Oldenburg) war ein deutscher Bildhauer und Plastiker im ostfriesischen Leer.

## Leben
Karl-Ludwig (Wolfgang) Böke wurde als Sohn des Stadtverwaltungs-Inspektors Karl August Friedrich Böke (1898–1981) und Marie Elisabeth Böke geb. Hitzegrad (1900–1980) geboren. Am Ubbo-Emmius-Gymnasium Leer, das er von 1938 bis 1943 besuchte, machte er das Notabitur. Nach dem Militärdienst folgte von 1945 bis 1947 eine Lehre als Steinmetz in Leer. Mit Ausstellungen in Niedersachsen und den Niederlanden trat er ab 1947 hervor. Seit 1948 bezeichnete er sich als freischaffender Künstler. Böke wohnte zeitlebens in seiner Heimatstadt Leer und war Vater von sieben Kindern. Er starb 1996 an den Folgen einer Herzoperation.

## Werk

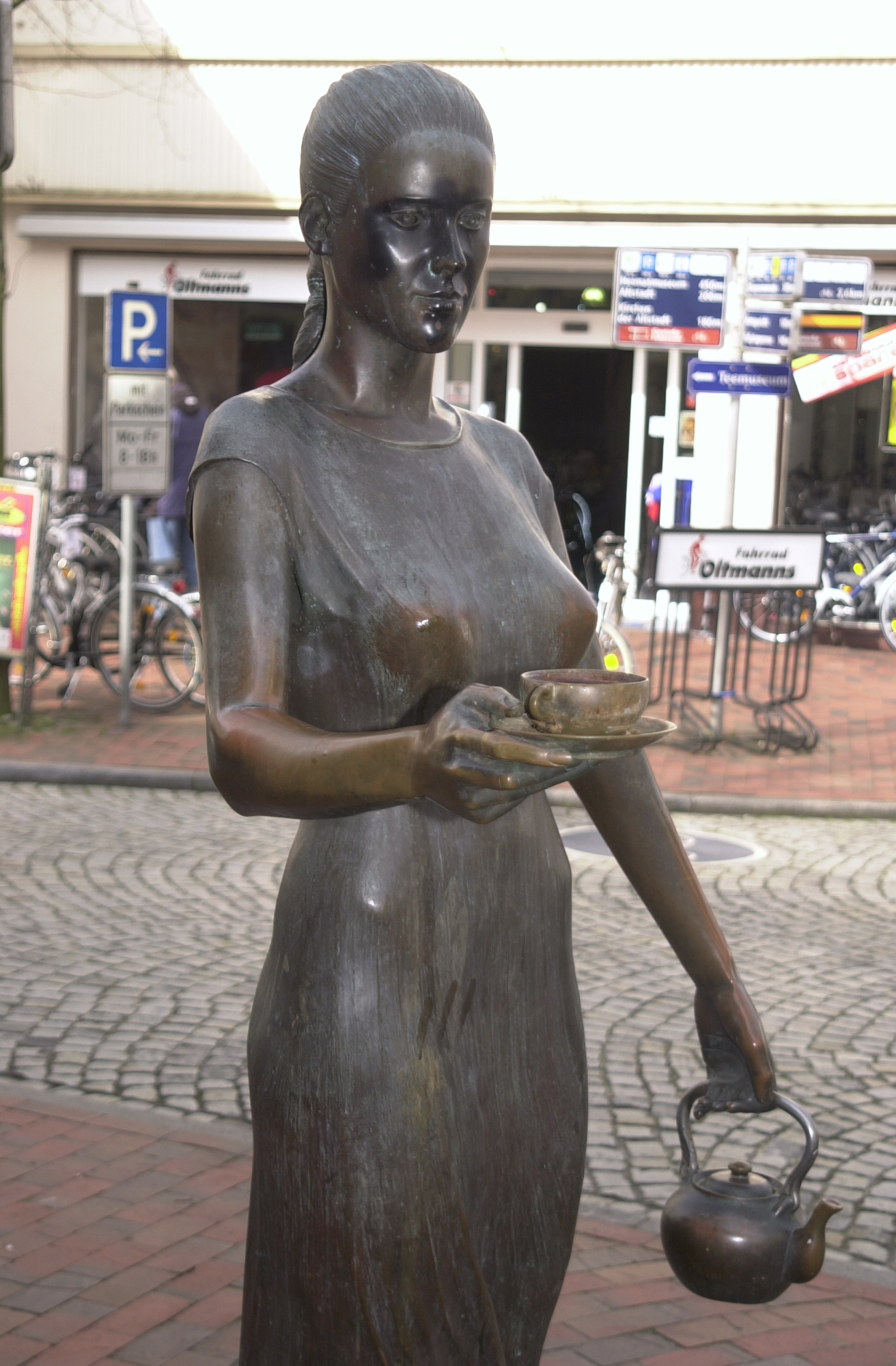
„Teelke“ in Leer (1991)

Ergänzend zur Arbeit als Steinmetz eignete Böke sich ab 1959 Techniken der Metallurgie an. In den 1960er Jahren arbeitete Böke mit Stahlkonstruktionen in Form eines Raumensembles und insbesondere in den 1970er Jahren als Zinngießer. Eigene Wege ging Böke ab Ende der 1970er Jahre mit seinen „Steinräumen“ mit Formen aus Natur und Architektur. In den meisten seiner Werke wird aber der Mensch selbst dargestellt, sei es realistisch oder idealisierend. Unter seinen figürlichen Plastiken und Großplastiken, Denkmälern und Porträts erlangten seine Bronzefiguren weite Bekanntheit:
- „Peterke Janßen de Boer“, Emden (1986)
- „Jantje Vis“, Fischermädchen am Delft, Emden (1986)
- „Kommen und Gehen“, zwei Frauenakte, Leer (1987)
- „Das Postpaket“, Frau mit Päckchen, Soltau (1988)
- Menora-Leuchter, Weener (1990)
- „Törfwiefkes“, Figurengruppe in Weener (1990)
- „Teelke“ und „Meerwiefke“ in Leer (1991 und 1992)
- „Störtebeker“, Denkmal in Marienhafe (1992)
- „Spielende Kinder“, Figurengruppe in Borkum (1995)

Die Karl-Ludwig-Böke-Gesellschaft übernahm den Nachlass, der seit 2000 im Leeraner Böke-Museum ausgestellt wird.